# Notre Dame de Paris (Musical)
Notre Dame de Paris ist ein französisch-kanadisches Musical. Die Uraufführung war am 16. September 1998 in Paris. Es basiert auf dem Roman Der Glöckner von Notre-Dame von Victor Hugo. Die Musik stammt von Riccardo Cocciante, der Text von Luc Plamondon.
Das Musical wurde in Kanada, Frankreich, Belgien, Russland, Italien, Spanien, China, Südkorea, Taiwan und in der Schweiz aufgeführt. Eine kürzere Version auf Englisch wurde 2000 in Las Vegas aufgeführt; eine vollständige Version lief in London 17 Monate lang.
Berühmte Lieder des Musicals sind z. B. Belle und Le temps des Cathédrales, die auch in weitere Sprachen übersetzt worden sind.

## Besetzung

### Besetzung der Uraufführung in Paris (1998)
- Hélène Ségara: Esméralda
- Garou: Quasimodo
- Daniel Lavoie: Frollo
- Bruno Pelletier: Gringoire
- Patrick Fiori: Phœbus
- Luck Mervil: Clopin
- Julie Zenatti: Fleur-de-Lys

Diese Aufführung im Palais des congrès de Paris ist auch auf DVD erhältlich.

## Handlung

### Erster Akt
Die Geschichte spielt in Paris im Jahre 1482. Der Poet und Minnesänger Gringoire, der nicht nur aktiv am Geschehen teilnimmt, sondern gleichzeitig als Kommentator fungiert, tritt als Erster auf und erzählt, wie die Menschheit ihre eigene Geschichte durch den Bau von Kathedralen geprägt hat (Le temps des Cathédrales).
Die Obdachlosen und Flüchtigen strömen, unter ihrem Anführer Clopin, zum Eingang der Kathedrale Notre Dame und betteln um Hilfe und Asyl (Les Sans-Papiers). Frollo, der Erzdiakon der Kathedrale, befiehlt Phœbus, Kapitän der Kavallerie des Königs, die Menschenmenge zu vertreiben. Unter den Flüchtlingen sieht Phœbus plötzlich die wunderschöne Zigeunerin Esméralda und ist von ihr eingenommen. Esméralda erzählt ihm (und dem Publikum) von sich selbst, ihrem Leben als Zigeunerin, ihrer Vergangenheit und ihren Träumen (Bohémienne). Phœbus nimmt sie nicht fest, sondern lässt sie allein.
Clopin, der über Esméralda gewacht hat seit sie mit acht Jahren ihre Eltern verloren hatte, erzählt ihr, dass sie nun kein Kind mehr ist und das Alter erreicht hat, in welchem man Erfahrungen mit der Liebe macht (Esméralda, Tu Sais). Er rät ihr, sehr vorsichtig zu sein, da man nicht jedem Mann trauen kann.
Im nächsten Lied wird Fleur-de-Lys, ein adeliges, schönes, vierzehnjähriges Mädchen, vorgestellt. Sie ist mit Phœbus verlobt. Beide erzählen von ihrer leidenschaftlichen Liebe und den Opfern, die sie dafür bringen würden (Ces Diamants-Là).
Dann setzt das wilde und fröhliche "Narrenfest" ein. Leiter und Anführer dieses Festes ist Gringoire (La Fête des Fous). Höhepunkt des Festes ist die Wahl eines "Narrenpapstes"; dieser muss der Hässlichste der Passanten sein. Gekrönt wird der Papst von Esméralda. Aus dem Schatten tritt nun eine monströse Gestalt ins Licht: der bucklige, einäugige und humpelnde Glöckner von Notre Dame – Quasimodo. Er wird sofort zum Narrenpapst gekrönt. Obwohl er für einen Tag lang alle Mächte innehat, kann er Esméralda nicht beeindrucken. Sie beachtet ihn nicht einmal (Le pape des Fous).
Frollo unterbricht die Festlichkeiten und befiehlt Quasimodo, er solle Esméralda entführen und sie zu ihm bringen, damit er sie einschließen und bloßstellen kann – als Fremde, Zigeunerin, Hexe und Unruhestifterin (La sorcière). Quasimodo gehorcht Frollo, der ihn aufgezogen hat, als er als Baby ausgesetzt wurde, und ihn das Lesen und Schreiben gelehrt hat (L'Enfant trouvé).
Die Nacht bricht ein, und Gringoire erzählt von den dunklen und versteckten Geheimnissen in Paris (Les Portes de Paris), während die Ausgestoßenen und Krüppel nun auf die Straße treten. Auch Esméralda, die von Quasimodo verfolgt wird, befindet sich dort. Gerade in dem Augenblick, als Quasimodo sie fassen will, kommen Phœbus und seine Truppe und nehmen Quasimodo fest. Phœbus bleibt und stellt sich Esméralda vor. Er will sie wieder aus Paris bringen – sie jedoch lehnt ab. Also verabredet er sich mit ihr im Cabaret Val d'Amour; sie verschwindet schnell in der Dunkelheit.
Die düstere Stimmung wird unterbrochen durch den Mirakelhof, dem Zufluchtsort für alle Ausgestoßenen in Paris. Clopin ist hier der Anführer über ein wildes Fest und stellt klar, dass am Mirakelhof weder Rasse, noch Religion, Hautfarbe oder Straftaten eine Rolle spielen, sondern dass alle gleich bedeutend sind (La Cour des Miracles). Gringoire, der aus Versehen vorbeikommt, wird festgenommen. Clopin erzählt ihm, dass ihn der Galgen erwarte – es sei denn, eine Frau erkläre sich bereit, ihn zu heiraten. Esméralda kommt währenddessen ebenfalls vorbei und erklärt sich bereit, Gringoire – nur auf dem Papier – zu heiraten. Clopin vereinigt beide; schließlich machen sie mit bei diesem wilden Fest.
Anschließend, als Gringoire und Esméralda allein sind, stellt er sich ihr vor als den Dichter Gringoire, "der Prinz der Straßen von Paris". Er stellt klar, dass er kein "Frauenheld" (im Original "un homme à femmes") sein will, doch dass er sich freuen würde, wenn er Esméralda zu seiner Muse und Inspiration machen könnte. Da Gringoire Lesen und Schreiben kann, fragt sie ihn, was der Name "Phœbus" bedeute. Er antwortet ihr, dass Phœbus aus dem Lateinischen stammt und "Sonne" oder "Sonnengott" bedeute (Le mot Phœbus). Mit diesem Wissen singt Esméralda ihr Lied über Phœbus, der so "schön wie die Sonne" sei. Fleur-de-Lys tritt hinzu, die ebenfalls über Phœbus nachdenkt und singt. Beide Frauen sind überzeugt, dass Phœbus sie für immer lieben werde (Beau comme le soleil).
Phœbus selbst, der in der nächsten Szene auftritt, erklärt, dass er zerrissen sei zwischen den zwei Frauen. Allerdings sieht er sich als "glücklichen Mann", der beide Frauen will: die eine als Ehefrau, die andere als Geliebte für eine begrenzte Zeit (Déchiré).
Am nächsten Tag ruft Frollo Gringoire herbei und befragt ihn über Esméralda. Schließlich verbietet er Gringoire, sie zu berühren. Gringoire wechselt das Thema und fragt Frollo, was die Anschrift "Anarkia" bedeute, die auf einer Wand der königlichen Galerie steht. Er antwortet, "Anarkia" bedeute "Schicksal" oder "Verhängnis". Beide sehen anschließend Quasimodo, der auf einem großen Rad gezogen wird, als Strafe für den Versuch, Esméralda zu entführen (Anarkia).
Quasimodo kann die Strafe aushalten, bettelt jedoch um Wasser. Die Bitte wurde von jedem ignoriert, bis zu dem Zeitpunkt, als Esméralda eintrifft und ihm einen Becher Wasser zu trinken gibt. Diese Wohltat berührt den armen Glöckner. Schließlich wird er freigelassen und Frollo, Phœbus und er singen über ihre unterschiedlichen Gefühle für Esméralda (Belle): Quasimodo erzählt von seinen wachsenden Gefühlen der Zärtlichkeit, Frollo von seiner wachsenden Faszination für sie und Phœbus, der von Fleur-de-Lys eifersüchtig beobachtet wird, von seinem Wunsch, eine Affäre zu haben, bevor er Fleur-de-Lys heiraten wird.
Schließlich bleiben nur noch Esméralda und Quasimodo. Er führt sie in die Kathedrale und erzählt ihr, wie die Kathedrale sein Haus und seinen Unterschlupf darstellt. Esméralda könne ebenfalls die Kathedrale in Anspruch nehmen, wann auch immer sie einen Unterschlupf brauche (Ma Maison, c’est Ta Maison). Obwohl Esméralda von Quasimodos Äußerem angewidert ist, ist sie dennoch berührt von seiner Höflichkeit und Güte.
Allein gelassen, betet Esméralda nun zur Heiligen Jungfrau. Esméralda selbst hat noch nie gebetet und bittet um Vergebung wegen ihrer Unwissenheit (Ave Maria Païen). Frollo, der sie heimlich beobachtet, bemerkt selbst, dass ihn seine Begierde nach Esméralda zerstören wird, und dass er trotz seiner Bindung zu Gott und des Priesteramtes Esméralda nicht widerstehen kann und will (Tu vas me détruire).
In dieser Nacht ist Phœbus auf dem Weg zum Cabaret Val d'Amour und der Verabredung mit Esméralda, als er plötzlich bemerkt, dass er von einer Schattengestalt verfolgt wird. Die Gestalt (die Frollo verkleidet darstellt) warnt ihn, er solle nicht weiter gehen (L'Ombre). Phœbus hingegen beachtet die Warnung nicht und geht weiter.
Am Cabaret Val d'Amour stellt Gringoire (der ein regelmäßiger Besucher zu sein scheint) fest, wie jeder, egal welche Rasse, Religion oder Hautfarbe, hierhin kommt, um Spaß zu haben, egal welcher Art, zum sehr niedrigen Preis (Le Val d'Amour). Phœbus trifft ein (auch er scheint ein regelmäßiger Besucher zu sein) und begegnet Esméralda in einem privaten Raum (La Volupté). Sie umarmen sich und wollen gerade miteinander schlafen, als Frollo anstürmt und Phœbus mit Esméraldas Messer (das sich vorher auf dem Boden befand) ersticht. Esméralda fällt auf Phœbus' Körper, Frollo kann entfliehen und Gringoire, Frollo, Quasimodo und der Chor beschreiben die schreckliche Macht des Schicksals (Fatalité).

### Zweiter Akt
Frollo und Gringoire diskutieren über die Ereignisse und wissenschaftlichen Entdeckungen in Florenz und wie einige dieser Ereignisse und Entdeckungen (wie Gutenbergs Druckerpresse und die Lehre Luthers) die Welt für immer ändern werden (Florence). Gringoire fällt auf, dass es in der Kathedrale ziemlich still ist. Frollo erklärt ihm, dass Quasimodo seit drei Tagen keine Glocken geläutet hat, wegen seines Liebenskummers.
Im Glockenturm der Kathedrale erzählt Quasimodo, dass die Glocken seine einzigen Freunde und Lieblinge sind (Les Cloches), vor allem die drei "Marien": die "Kleine Maria" läutet er gerne an Kinderbeerdigungen, die "Große Maria" läutet er wenn Schiffe die Segel setzen und die "Großartige Maria" läutet er zu Hochzeiten. Seine größte Hoffnung ist, dass die Glocken für Esméralda läuten werden, damit sie hört, dass er sie liebt.
Frollo fragt Gringoire, was mit Gringoires "Frau" geschehen ist (Où est-elle?). Gringoire sagt, dass er es nicht weiß und antwortet indirekt auf die Frage. Er erzählt Clopin im Geheimen, dass Esméralda eingesperrt ist im Gefängnis "La Santé" und dass sie gehängt wird, wenn Clopin sie nicht retten wird.
In ihrer Zelle vergleicht sich Esméralda mit einem eingesperrten Vogel und ruft nach Quasimodo um Hilfe. Quasimodo hingegen ahnt nichts und wundert sich über Esméraldas Verschwinden, drei Tage zuvor. Er hat Angst um ihre Sicherheit (Les Oiseaux qu'on met en cage).
Clopin und weitere Flüchtlinge werden festgenommen und ebenfalls in das Gefängnis "La Santé" eingesperrt (Condamnes). Esméralda wird verhört, wegen des versuchten Mordes an Phœbus und der Hexerei; Frollo ist der amtierende Richter (Le procès / La torture). Nachdem Esméralda ablehnt, die Tat zuzugeben, die sie nicht begangen hat, wird sie mit dem Schraubstock gefoltert, bis sie "Ich gestehe" ausruft. Frollo verurteilt sie schließlich zum Tode am Galgen. Esméralda erklärt, ihr Herz schlage für Phœbus. Frollo erzählt, er leide an seiner momentanen Situation, Priester zu sein und gleichzeitig eine Frau zu lieben (Etre prêtre et aimer une femme).
Phœbus hingegen, der sich wieder erholt hat, erfährt von Fleur-de-Lys, dass sie ihn nur dann wieder lieben werde, wenn er verspreche, dass "die Zigeunerin" hingerichtet werde (La Monture). Phœbus erklärt sich einverstanden, zu ihr zurückzukommen (Je reviens vers toi), und entschuldigt sich für seinen Fehltritt, da er von Esméraldas Zauberei verhext gewesen war.
Um fünf Uhr morgens, dem Zeitpunkt der Hinrichtung, besucht Frollo Esméralda nochmal und gesteht ihr, dass er Phœbus mit dem Messer verletzt habe, aus Liebe zu ihr (Un matin tu dansais). Frollo lässt ihr die Wahl: entweder sie entscheidet sich für den Tod am Galgen oder sie bleibt am Leben, indem sie mit Frollo schläft, und dann flüchtet. Esméralda lehnt sein Angebot ab. Er versucht, sie zu vergewaltigen, doch Quasimodo (der ihm heimlich gefolgt ist) hatte vorher Clopin und die anderen Insassen befreit. Clopin greift Frollo an, schlägt ihn bewusstlos und befreit Esméralda. So fliehen sie aus dem Gefängnis und kommen an der Kathedrale an (Libérés).
Gringoire singt zum Mond (Lune) und beschreibt Quasimodos Leiden und Schmerzen wegen seiner Liebe zu Esméralda.
Quasimodo lässt Esméralda an einem sicheren Ort in Notre Dame schlafen (Je te laisse un sifflet), doch stellt resigniert fest, dass er sie für immer lieben wird; seine Abscheulichkeit hingegen führt dazu, dass sie ihn nie lieben wird (Dieu que le monde est injuste). Allein gelassen singt Esméralda über die Liebe und dass sie bereit wäre, für ihre Liebe zu sterben (Vivre).
Clopin und seine Männer haben Notre Dame besetzt. Frollo befiehlt Phœbus und seinen Männern, die Kathedrale anzugreifen und zu stürmen, um die Fremden zu vertreiben (L'Attaque de Notre Dame). Clopin und seine Männer bilden einen Widerstand, kommen allerdings gegen die bewaffneten Soldaten nicht an. Schließlich wird Clopin tödlich verletzt. Als er stirbt, bittet er Esméralda, seinen Platz zu übernehmen. Der finale Kampf wird von Phœbus' Männern gewonnen; Esméralda wird festgenommen. Kaltblütig wird Esméralda Frollo übergeben, um hingerichtet zu werden. Die Fremden werden aus Paris vertrieben (Déportés), und Phœbus verlässt den Platz mit Fleur-de-Lys.
Quasimodo sucht nach Esméralda und trifft auf Frollo, der oben auf einem der Türme steht. Quasimodo bittet ihn, Esméralda zu helfen (Mon Maître, mon sauveur). Frollo hingegen, der wahnsinnig geworden ist, weist auf Esméralda hin, die in dem Moment gehängt wird. Der nun wütende Quasimodo ruft "Frollo!", packt ihn und stürzt ihn die Treppen hinunter; Frollo stirbt. Quasimodo erscheint auf dem Platz und verlangt, dass die Henker ihm Esméraldas Leiche übergeben. Schließlich kniet er neben ihrem Körper und verspricht ihr, dass er immer bei ihr bleiben wird. Er selbst stirbt an seinem Liebeskummer, doch er erklärt, dass beide selbst im Tod nie geschieden werden (Danse, mon Esméralda).
Nach dem Hervorruf singt Gringoire nochmals Le temps des Cathédrales; in das Lied stimmen dann die restlichen Schauspieler mit ein.